# Nazr
Nazr (arabiska: نذر) inom islam är ett löfte eller åtagande till Gud att utföra en god handling. Det kan vara vilken god handling som helst men brukar ofta ta formen av välgörenhet, som att ge mat till fattiga eller deltagarna vid en religiös ceremoni. Oftast är löftet eller åtagandet villkorat till att man blir bönhörd, t.ex. man lovar att utföra en viss god handling om ens barn botas från en svår sjukdom. Det kan vara en engångshandling eller upprepas årligen.

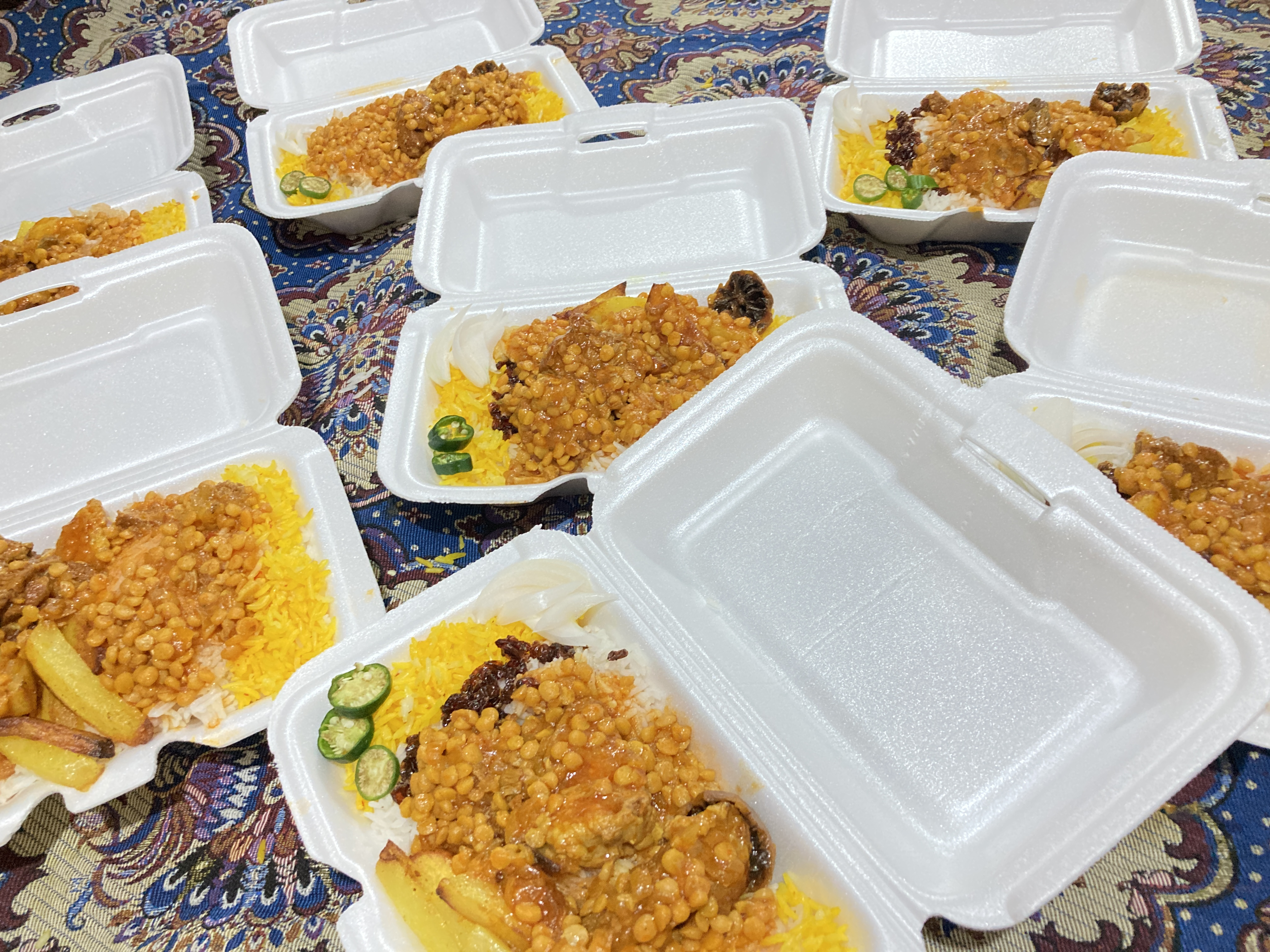
Mat (gheimeh med ris) som ska ges som nazri på ashura.

Andra vanliga nazr är att man anordnar en religiös ceremoni som t.ex. Koranläsning eller att man fastar utöver fastemånaden ramadan. Löftet kan också vara att man slutar med något som är förbjudet inom islam som t.ex. att dricka alkohol.
När en person har avlagt nazr, och i de villkorliga fallen blivit bönhörd, blir åtagandet obligatoriskt. Att inte uppfylla sitt löfte blir då en synd. Men man kan betala någon form av kompensation om man inte har möjlighet att genomföra sitt åtagande, t.ex. skänka pengar eller mat till fattiga istället.
Nazr kan göras i en helig persons namn eller ära, t.ex. att man på den personens födelse- eller dödsdag skänker mat eller sötsaker till andra. I Iran är det vanligt att på sorgeceremonier på ashura delas det ut mat till deltagarna som nazr till Husayns ära. Den vanligaste maten som serveras då är gheimeh med ris. Mat som lagas som nazr och skänks till andra heter nazri (persiska: نذری) på persiska.
Nazr ska inte förväxlas med nazar (arabiska: نَظَر) som inom islamiska kulturer både kan betyda onda ögat och en amulett eller talisman mot det onda ögat.